# كومبانيا داس ليزيرياس
شركة كومبانيا داس ليزيرياس ( شركة ليزيرياس ) أو CL للاختصار (الحرفان الوحيدان في شعار الشركة)، هي شركة زراعية وغابات تديرها الدولة وتقع في منطقة ليزيريا دو تيجو دون الإقليمية، ويقع مقرها الرئيسي في سامورا كوريا [الإنجليزية] ، بلدية بينافينتي ، البرتغال. . تأسست في القرن التاسع عشر على يد التاج البرتغالي . تعد الشركة ملاذًا بيئيًا ومنطقة زراعية في محيط المدن، بالقرب من منطقة غراند لشبونة دون الإقليمية - المنطقة الفرعية الأكثر سكانًا في البرتغال. تنتج الشركة الأرز والنبيذ والفلين والماشية ، فضلاً عن كونها من مربي الخيول المشهورين. بالإضافة إلى أنشطتها في مجال الزراعة والغابات والإنتاج الحيواني، قامت شركة كومبانيا داس ليزيرياس بتنظيم أهم فعاليات الفروسية.

## تاريخ
تأسست شركة كومبانيا داس ليزيرياس في عام 1836 عندما باع التاج البرتغالي عقارات تقع بالقرب من العاصمة لشبونة. وتبلغ مساحتها 48000 هكتار من الأراضي الواقعة بين نهري تاجة وسادو . تم تخفيض هذه الملكية إلى أقل من النصف بسبب الأزمات العالمية مثل الكساد الكبير والحروب العالمية ، بالإضافة إلى التغيرات المناخية المحلية والكوارث الزلزالية والاضطرابات السياسية التي أدت إلى معاملات واسعة النطاق للأراضي. ومع ذلك، كانت الشركة بمثابة بنية تحتية مهمة للزراعة البرتغالية عبر التاريخ، وكانت حداثتها وتطوراتها التكنولوجية في تربية الحيوانات والخضروات وكذلك في الغابات، ملحوظة دائمًا في البلاد. وبعد 138 عامًا، تم تأميم شركة ليزيرياس، ومن ثم عادت إلى ملكية الدولة. إن الاستدامة الاقتصادية للمؤسسات المملوكة للدولة وسياسة منع التوسع الحضري من الانتشار هناك هي المهام الرئيسية لإداراتها الحالية.